# Аґнешка Голланд

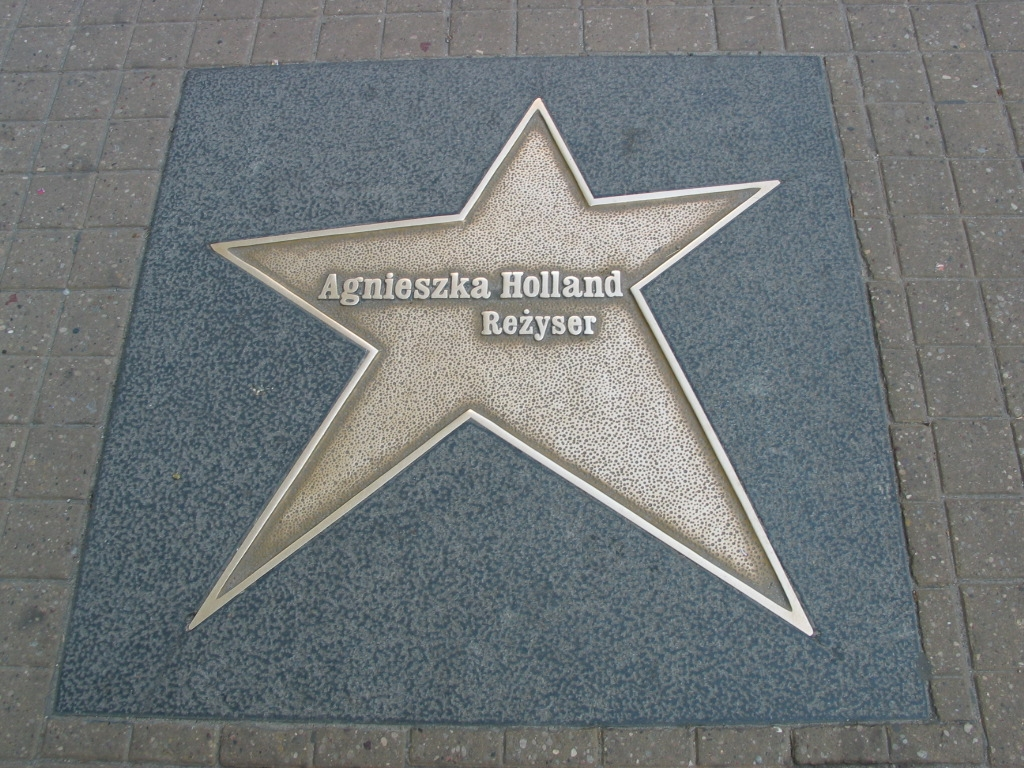
Зірка Агнешка Голланд на алеї зірок у Лодзі

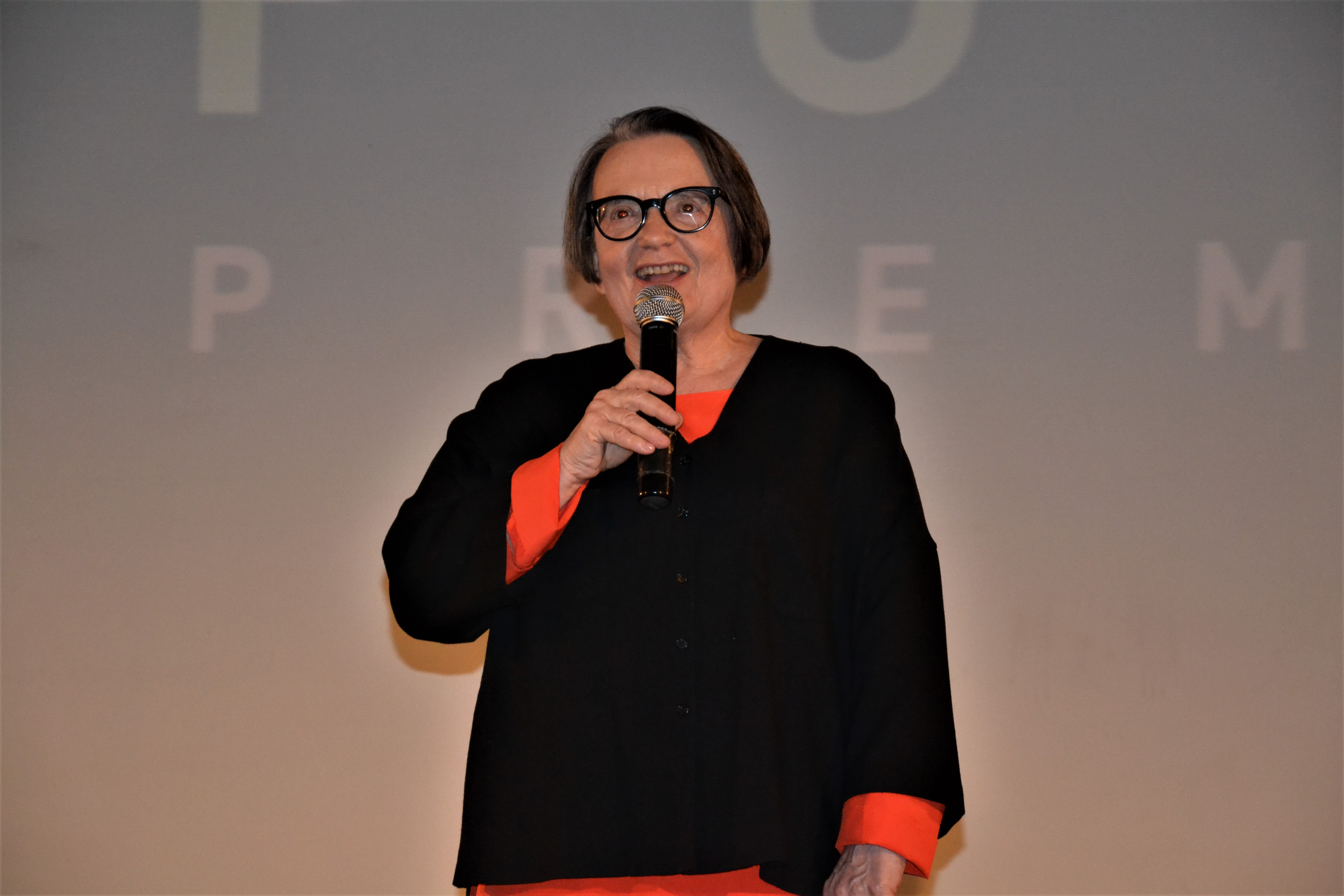
Агнешка Голланд

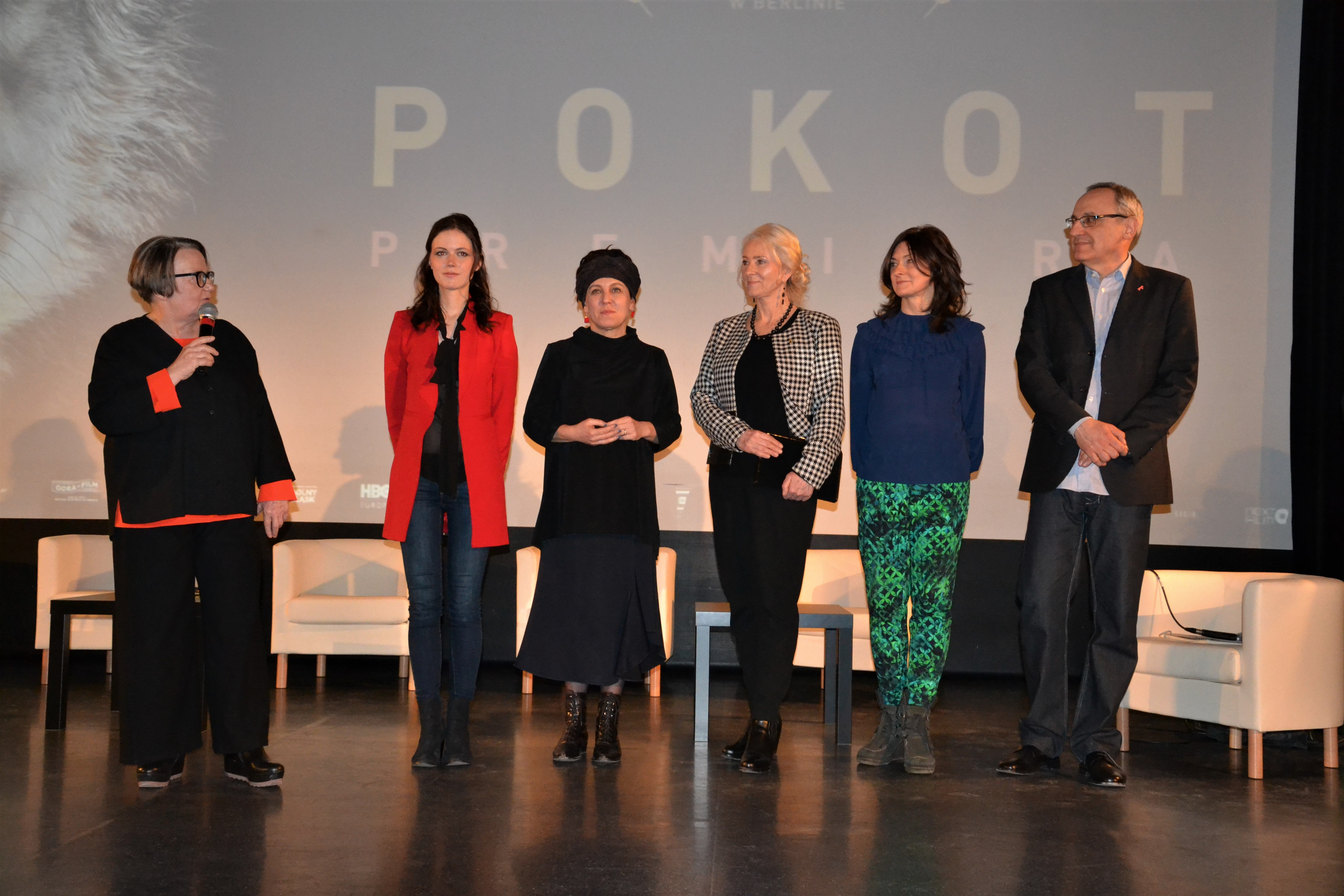
Слід звіра

Аґне́шка Го́лланд (пол. Agnieszka Holland; нар. 28 листопада 1948) — польська режисерка, сценаристка та акторка кіно і телебачення, яка проживає у Франції (з 2008). Голова правління Європейської кіноакадемії. Нагороджена орденом княгині Ольги III ступеня (Україна).

## Життєпис
Аґнешка Голланд народилася 28 листопада 1948 року у Варшаві. Її батько, Генрик Голланд — єврей за походженням, був соціологом та публіцистом, діячем Польської об'єднаної робітничої партії, мати — Ірена Рибчинська, полька, була журналісткою, учасницею Варшавського повстання 1944.
Закінчила Гімназію та ліцей Стефана Баторія у Варшаві. У 1971 закінчила факультет кіно та телебачення Празької академії виконавських мистецтв.

### Кар'єра
Розпочинала кар'єру як асистент режисера, співпрацювала з Кшиштофом Зануссі та Анджеєм Вайдою.
В 1978 році зняла свій перший фільм «Провінційні актори», який був відзначений на Каннському фестивалі 1980 року. Працювала у Франції, Німеччині та США.

## Особисте життя
Аґнешка Голланд була одружена з режисером Лацо Адамиком, з яким у неї є дочка Катажина — польська візуальна художниця та режисерка.

## Фільмографія

### Сценарист та режисер
- 1970: Гріх Бога / Grzech Boga
- 1972: Ілюмінація[pl] / Iluminacja
- 1973: Listy naszych czytelników
- 1975: Obrazki z życia
- 1975: Вечір у Абдона[pl] / Wieczór u Abdona
- 1976: Zdjęcia próbne
- 1977: Недільні діти[pl] / Niedzielne dzieci
- 1977: Щось для чогось[pl] / Coś za coś
- 1978: Провінційні актори[pl] / Aktorzy prowincjonalni
- 1980: Гарячка[pl] / Gorączka
- 1981: Самотня жінка [pl] / Kobieta samotna
- 1981: Mężczyzna niepotrzebny!
- 1982: Дантон / Danton
- 1982: Листівки з Парижа / Les cartes postales de Paris
- 1983: Кохання в Німеччині[de] / Miłość w Niemczech
- 1985: Культура / Kultura
- 1985: Гіркі жнива[de] / Bittere Ernte
- 1987: Анна / Anna
- 1988: Przyjaciółka
- 1988: Одержимий / Biesy
- 1988: Вбити священика / To Kill a Priest
- 1990: Європа, Європа[pl] / Europa, Europa
- 1990: Корчак / Korczak
- 1991: Largo desolato
- 1991: Олів'є, Олів'є / Olivier, Olivier
- 1993: Таємничий сад / The Secret Garden
- 1993: Три кольори: Синій / Trois couleurs: Bleu
- 1994: Три кольори: Білий / Trois couleurs: Blanc
- 1994: Три кольори: Червоний / Trois couleurs: Rouge
- 1994: Червоний вітер / Red Wind
- 1995: Повне затьмарення / Total Eclipse
- 1997: Площа Вашингтона[en] / Washington Square
- 1999: Третє диво / The Third Miracle
- 2001: Golden Dreams
- 2001: Strzał w serce
- 2002: Джулі йде додому[en] / Julie Walking Home
- 2004—2009: Мертва справа / Cold Case (телесеріал)
- 2004—2008: Дроти / The Wire (телесеріал)
- 2006: Як Бетховен / Copying Beethoven
- 2006: Дівчина, схожа на мене: Історія Ґвен Араухо / A Girl Like Me: The Gwen Araujo Story
- 2007: Ekipa (телесеріал)
- 2008: Boisko bezdomnych
- 2009: Енен[pl] / Enen
- 2009: Яносик. Справжня історія[pl] / Janosik. Prawdziwa historia
- 2009: Не залишайте мене[pl] / Nie opuszczaj mnie
- 2010: Страх висоти[pl] / Lęk wysokości
- 2010: Treme (телесеріал)
- 2011: У темряві / W ciemności
- 2014 : Дитина Розмарі[en] / Rosemary's Baby
- 2015: Картковий будинок (епізоди 36-37)[9][10]
- 2016: Слід звіра / Pokot
- 2018: Перші[en] (епізоди 1-2)[11][12]
- 2018: Ціна правди[13][14]

### Акторські ролі
- 1972: Ілюмінація[pl] / Iluminacja
- 1974: Дозвольте нам досхочу попурхати над садом[pl] / Pozwólcie nam do woli fruwać nad ogrodem
- 1976: Шрам[pl] / Blizna
- 1976: Zdjęcia próbne
- 1982: Przesłuchanie
- 2007: Ekipa (телесеріал)
- 2008: Boisko bezdomnych

## Громадська позиція
Підтримала українського режисера Олега Сенцова, незаконно ув'язненого в Росії

## Нагороди та номінації
| Список нагород та номінацій                  | Список нагород та номінацій | Список нагород та номінацій             | Список нагород та номінацій | Список нагород та номінацій | Список нагород та номінацій |
| Кінофестиваль/Кінопремія                     | Рік                         | Категорія                               | Номінант(и)                 | Результат                   | Дж                          |
| -------------------------------------------- | --------------------------- | --------------------------------------- | --------------------------- | --------------------------- | --------------------------- |
| Фестиваль польських художніх фільмів у Гдині | 2019                        | »Золотий лев" за найкращий фільм        | Ціна правди                 | Перемога                    | [ 17 ] [ 18 ]               |
| Національна спілка кінокритиків США          | 2018                        | Спеціальний приз                        | Слід звіра                  | Перемога                    |                             |
| Фестиваль польських художніх фільмів у Гдині | 2017                        | «Золотий лев» за найкращий фільм        | Слід звіра                  | Номінація                   |                             |
| Фестиваль польських художніх фільмів у Гдині | 2017                        | Найкращий режисер                       | Слід звіра                  | Перемога                    |                             |
| Кінофестиваль «Фантазія» (Монреаль, Канада)  | 2017                        | Приз Чорний кінь за найкращий фільм     | Слід звіра                  | Перемога                    |                             |
| Одеський міжнародний кінофестиваль           | 2017                        | «Золотий дюк» за внесок в кіномистецтво |                             | Перемога                    | [ 19 ]                      |
| Міжнародний кінофестиваль у Сан-Себастьяні   | 2006                        | «Золота мушля» за найкращий фільм       | Як Бетховен                 | Перемога                    |                             |
| Міжнародний кінофестиваль у Сан-Себастьяні   | 2006                        | «Золота мушля» найкращому режисеру      | Як Бетховен                 | Номінація                   |                             |
| Оскар                                        | 1992                        | Найкращий адаптований сценарій          | «Європа Європа[en]»         | Номінація                   |                             |
| Незалежний дух                               | 1988                        | Найкращий сценарій                      | Анна                        | Номінація                   |                             |

### Державні нагороди
- Орден княгині Ольги III ступеня — за вагомий внесок у вшанування пам'яті жертв геноциду Українського народу — Голодомору 1932—1933 років в Україні, подвижницьку діяльність, спрямовану на висвітлення правди про Голодомор.[20]